# 凯尔曹索莫尔
凯尔曹索莫尔，是匈牙利沃什州所辖的一个村，总面积12.87平方公里，总人口202，人口密度15.7人/平方公里（2010年1月1日）。